# Women’s League 2021/22
Die Saison 2021/2022 der Women’s League war die 33. Austragung der höchsten Spielklasse im Schweizer Fraueneishockey und zugleich die 36. Schweizer Meisterschaft. Die Liga startete, da der Abstieg ausgesetzt wurde, mit den gleichen Mannschaften wie im Vorjahr. 
Die ZSC Lions Frauen gewannen zum zehnten Mal in der Vereinsgeschichte den Schweizermeister-Titel durch einen 3:0-Sieg in der Finalserie gegen den Vorjahresmeister HC Ladies Lugano. Der SC Reinach verlor die Liga-Qualifikation gegen den SC Langenthal und stieg damit nach 28 Jahren ununterbrochener Zugehörigkeit zur höchsten Spielklasse in die Swiss Women’s Hockey League B ab.

## Modus
Der Spielmodus der Women’s League sieht eine Qualifikation mit 25 Spielen pro Mannschaft vor. Anschliessend spielen die Mannschaften auf den Plätzen 1 bis 4 Play-offs mit Halbfinale, Finale (im Modus Best-of-Three respektive Best-of-Five) und Spiel um Platz 3. Die Mannschaften auf Platz 5 und 6 ermitteln in einer Playout-Runde (Best-of-Three) den Teilnehmer an der Liga-Relegation zwischen Women’s League und SWHL B. An dieser nimmt aus der SWHL B der Vizemeister teil, während der Meister direkt in die Women’s League aufsteigt.

## Teilnehmer
Nach dem Abgang der Topscorerin Michelle Karvinen und Nationalspielerin Noemi Rhyner verpflichtete der Vorjahresmeister HC Lugano Sidney Morin und Ronja Mogren. Die letztjährigen Finalistinnen ZSC Lions Frauen verstärkten sich mit Dominique Rüegg und Sinja Leemann.
Das Hockey Team Thurgau verlor ihre Topscorerin Phoebe Stänz. Die Österreicherin Eva Beiter-Schwärzler sollte diese Lücke schließen. Der EV Bomo Thun verpflichtete die Marty-Schwestern Julia und Stefanie sowie die französische Nationalspielerin Betty Jouanny. Die Neuchâtel Hockey Academy nahm zwei Kanadierinnen, Coralie Larose und Shelby Wood, aus der nordamerikanischen College-Meisterschaft NCAA unter Vertrag.
| Team                     | Trainer                                    | Spielstätte                       |
| ------------------------ | ------------------------------------------ | --------------------------------- |
| HC Ladies Lugano         | Benjamin Rogger, Pasi Koppinen             | Cornèr Arena, Lugano              |
| Hockey Team Thurgau      | Matthias Rehmann, Anja Stiefel             | Bodensee-Arena, Kreuzlingen       |
| SC Reinach               | Sean Huber, Peter Küng, Urs Kleeb          | Eishalle Oberwynental, Reinach    |
| EV Bomo Thun             | Thomas Zwahlen, Petra Melicherikova        | Kunsteisbahn Grabengut, Thun      |
| Neuchâtel Hockey Academy | Yan Gigon, Mike Gosselin, Thierry Bourquin | Patinoires du Littoral, Neuenburg |
| ZSC Lions Frauen         | Andrin Christen, Ramon Christen            | Sportzentrum Heuried, Zürich      |

## Qualifikation
Die Qualifikation begann am 11. September 2021 und wurde am 27. Februar 2022 abgeschlossen.

### Tabelle
Abkürzungen:S = Siege, OTS= Sieg nach Verlängerung oder Penaltyschiessen, OTN= Niederlage nach Verlängerung oder Penaltyschiessen, N = Niederlagen
| Rang | Verein                   | Spiele | S  | OTS | OTN | N  | Tore   | Punkte |
| ---- | ------------------------ | ------ | -- | --- | --- | -- | ------ | ------ |
| 1.   | ZSC Lions Frauen         | 25     | 19 | 1   | 3   | 2  | 95:35  | 62     |
| 2.   | HC Ladies Lugano         | 25     | 14 | 4   | 2   | 5  | 103:43 | 52     |
| 3.   | Neuchâtel Hockey Academy | 25     | 14 | 0   | 0   | 11 | 67:68  | 42     |
| 4.   | EV Bomo                  | 25     | 9  | 3   | 2   | 11 | 66:58  | 35     |
| 5.   | Hockey Team Thurgau      | 25     | 7  | 1   | 4   | 13 | 55:93  | 27     |
| 6.   | SC Reinach               | 25     | 1  | 2   | 0   | 22 | 35:124 | 7      |

### Beste Scorer
Abkürzungen: Sp = Spiele, T = Tore, V = Assists, Pkt = Punkte, SM = Strafminuten; Fett: Bestwert
| Spieler           | Mannschaft               | Sp | T  | A  | Pkt | SM |
| ----------------- | ------------------------ | -- | -- | -- | --- | -- |
| Sidney Morin      | HC Ladies Lugano         | 25 | 20 | 38 | 58  | 2  |
| Dominique Rüegg   | ZSC Lions                | 23 | 27 | 25 | 52  | 18 |
| Laura Zimmermann  | EV Bomo                  | 25 | 21 | 18 | 39  | 40 |
| Ronja Mogren      | HC Ladies Lugano         | 25 | 22 | 16 | 38  | 20 |
| Coralie Larose    | Neuchâtel Hockey Academy | 25 | 20 | 12 | 32  | 14 |
| Sinja Leemann     | ZSC Lions                | 23 | 13 | 19 | 32  | 8  |
| Nicole Bullo      | HC Ladies Lugano         | 22 | 6  | 24 | 30  | 30 |
| Romy Eggimann     | HC Ladies Lugano         | 22 | 12 | 16 | 28  | 8  |
| Betty Jouanny     | EV Bomo                  | 24 | 9  | 19 | 28  | 8  |
| Stefanie Marty    | EV Bomo                  | 22 | 15 | 11 | 26  | 12 |
| Simona Studentová | Hockey Team Thurgau      | 25 | 9  | 17 | 26  | 20 |

## Play-offs
|  | Halbfinale | Halbfinale               | Halbfinale |                  |               | Finale        | Finale                   | Finale |
|  |            |                          |            |                  |               |               |                          |        |
|  |            |                          |            |                  |               |               |                          |        |
|  | 1.         | ZSC Lions Frauen         | 2          |                  |               |               |                          |        |
|  | 4.         | EV Bomo Thun             | 0          |                  |               | 1.            | ZSC Lions Frauen         | 3      |
|  |            |                          |            |                  |               | 2.            | HC Ladies Lugano         | 0      |
|  |            |                          |            |                  |               |               |                          |        |
|  |            |                          |            | Spiel um Platz 3 |               |               |                          |        |
|  | 2.         | HC Ladies Lugano         | 2          | 19. März 2022    | 19. März 2022 | 19. März 2022 |                          |        |
|  | 3.         | Neuchâtel Hockey Academy | 0          |                  |               | 3.            | Neuchâtel Hockey Academy | 1      |
|  |            |                          |            |                  |               | 4.            | EV Bomo Thun             | 4      |
|  |            |                          |            |                  |               |               |                          |        |

### Finalserie
| 19. März 2022 19:00 Uhr | ZSC Lions Lisa Rüedi (30:15) Alina Marti (31:48) Jessica Schlegel (45:14) Dominique Rüegg (57:31) Dominique Rüegg (59:39) | 5:1 (0:0, 2:1, 3:0) Spielbericht | HC Ladies Lugano Sidney Morin (33:51) | KEB Heuried, Zürich Zuschauer: 187 |

| 20. März 2022 15:00 Uhr | HC Ladies Lugano Laura Desboeufs (2:44) Laura Desboeufs (25:52) | 2:5 (1:3, 1:1, 0:1) Spielbericht | ZSC Lions Jessica Schlegel (0:43) Sinja Leemann (17:29) Jessica Schlegel (18:57) Sinja Leemann (37:51) | Cornèr Arena, Porza Zuschauer: 204 |

| 26. März 2022 19:00 Uhr | ZSC Lions Sinja Leemann (15:00) Sinja Leemann (16:03) Lisa Rüedi (39:18) Alessia Baechler (47:09) | 4:3 (2:2, 1:1, 1:0) Spielbericht Stand: 3:0 | HC Ladies Lugano Andrea Odermatt (4:21) Lena Lutz (13:11) Laura Desboeufs (25:02) | KEB Heuried, Zürich Zuschauer: 311 |

### Beste Scorerinnen
Quelle: eliteprospects.com; Abkürzungen: Sp = Spiele, T = Tore, V = Assists, Pkt = Punkte, SM = Strafminuten; Fett: Bestwert
| Spieler          | Mannschaft               | Sp | T | A | Pkt | SM |
| ---------------- | ------------------------ | -- | - | - | --- | -- |
| Dominique Rüegg  | ZSC Lions Frauen         | 5  | 6 | 6 | 12  | 4  |
| Sinja Leemann    | ZSC Lions Frauen         | 5  | 6 | 4 | 10  | 6  |
| Sidney Morin     | Ladies Team Lugano       | 5  | 5 | 3 | 8   | 6  |
| Coralie Larose   | Neuchâtel Hockey Academy | 3  | 3 | 4 | 7   | 2  |
| Jessica Schlegel | ZSC Lions Frauen         | 5  | 3 | 4 | 7   | 10 |
| Ronja Mogren     | Ladies Team Lugano       | 5  | 2 | 5 | 7   | 4  |
| Laura Desboeufs  | Ladies Team Lugano       | 5  | 4 | 2 | 6   | 0  |
| Laura Zimmermann | EV Bomo Thun             | 3  | 4 | 1 | 5   | 2  |
| Lisa Rüedi       | ZSC Lions Frauen         | 5  | 3 | 2 | 5   | 4  |
| Janine Hauser    | ZSC Lions Frauen         | 5  | 1 | 4 | 5   | 4  |

### Kader des Schweizer Meisters
| Schweizer Meister ZSC Lions Frauen | Torhüter: Caroline Baldin, Alisha Berger, Nadia Häner Verteidiger: Nele Bachmann, Alessia Baechler, Lara Christen, Tamara Grascher, Nina Harju, Janine Hauser Stürmer: Sara Bachmann, Raschelle Bräm, Chiara Eggli, Mara Frey, Nora Harju, Naemi Herzig, Renee Lendi, Alina Marti, Sinja Leemann, Lisa Rüedi, Dominique Rüegg, Dominique Scheurer, Jessica Schlegel, Aurela Thalmann Trainer: Andrin Christen, Ramon Christen |

## Play-outs
|  | Play-outs           |   |
|  |                     |   |
|  |                     |   |
|  | Hockey Team Thurgau | 2 |
|  | SC Reinach          | 0 |

Die Best-of-Three-Serie begann am 13. März 2022 und endete bereits nach zwei Spielen mit dem Ligaerhalt des Hockey Team Thurgau.
|                                  | Serie | 1                   | 2                   | 3 |
| -------------------------------- | ----- | ------------------- | ------------------- | - |
| Hockey Team Thurgau – SC Reinach | 2:0   | 3:2 (0:1, 0:0, 3:1) | 3:1 (1:0, 0:1, 2:0) | – |

## Liga-Qualifikation
Der Vizemeister der SWHL B, das Frauenteam des SC Langenthal, bestritt gegen den SC Reinach die Liga-Qualifikation. Die Best-of-Three-Serie begann am 26. März 2022 und endete nach zwei Siegen des SCL und dem damit verbundenen Aufstieg in die höchste Spielklasse.

|  | Liga-Qualifikation |   |
|  |                    |   |
|  |                    |   |
|  | SC Reinach         | 0 |
|  | SC Langenthal      | 2 |

|                            | Serie | 1                   | 2                   | 3 |
| -------------------------- | ----- | ------------------- | ------------------- | - |
| SC Reinach – SC Langenthal | 0:2   | 1:2 (1:0, 0:0, 0:2) | 1:3 (0:0, 1:2, 0:1) | – |

## Auszeichnungen
- Most Valuable Player: Sidney Morin (HC Ladies Lugano)[10]
- Beste Stürmerin: Laura Zimmermann (EV Bomo Thun)
- Beste Verteidigerin: Sidney Morin und  Nicole Bullo (beide HC Ladies Lugano)
- Beste Torhüterin: Caroline Baldin (ZSC Lions Frauen)
- Aufsteigerin der Saison: Laura Zimmermann (EV Bomo Thun)
- Bester Trainer: Benjamin Rogger (HC Ladies Lugano)